# Список округів штату Айдахо
Штат Айдаго поділяється на 44 округи. За даними перепису 2010 року населення штату становить 1 567 582 особи, таким чином середня чисельність населення в окрузі становить 35 627 осіб. Площа штату Айдахо становить 216 632 км², таким чином середня площа округу становить 4 923 км², а середня густота населення — 7,2 осіб/км². Найбільш населеним округом є Ада, в якому розташована столиця Бойсе. У цьому ж окрузі найвища розподілена густота населення. Найменш населеним округом є Кларк, у ньому ж спостерігається найнижча розподілена густота населення серед інших округів штату. Найбільшим округом за площею є Айдаго, найменшим — Пейєтт.

## Історія

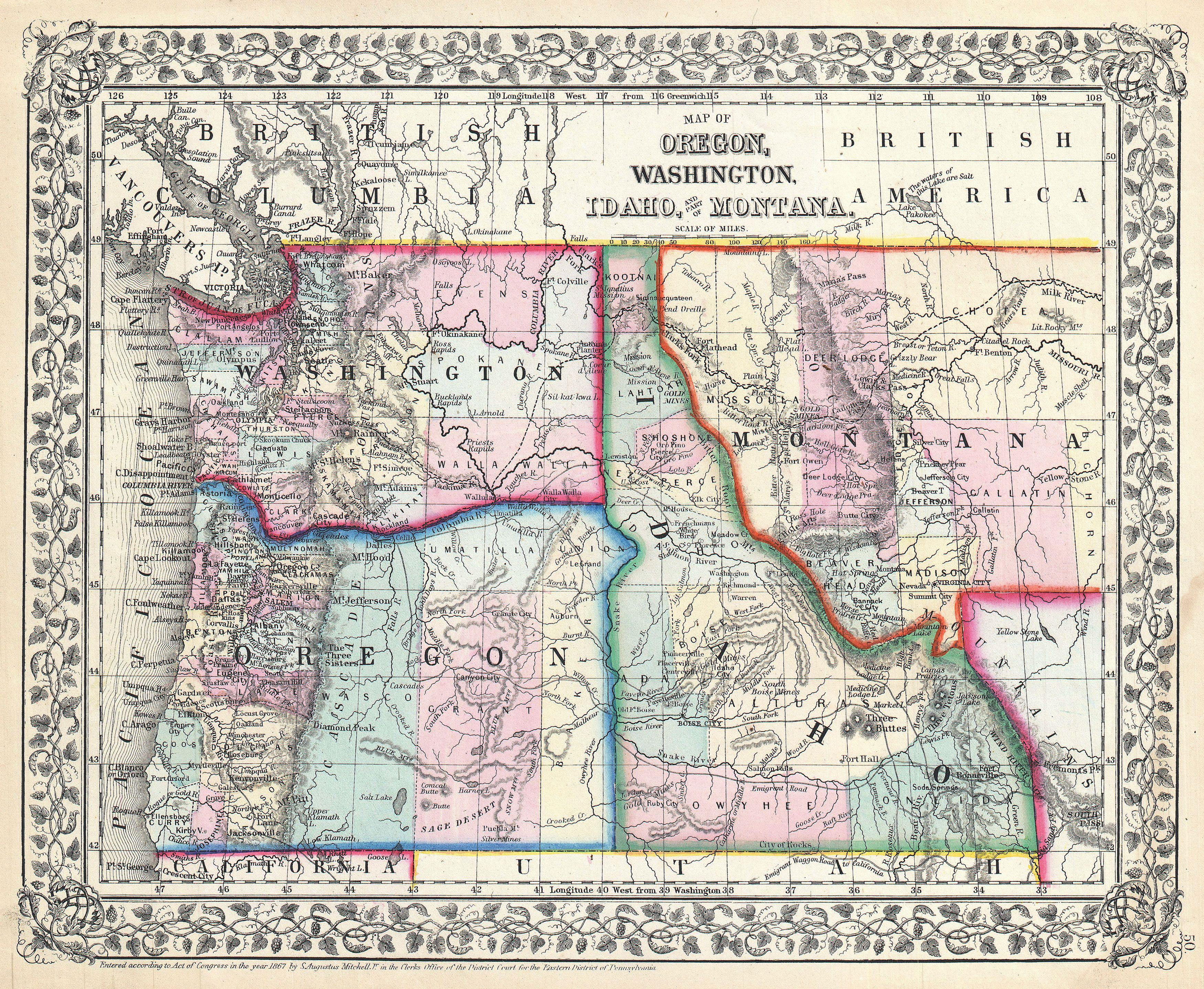
Айдаго в оточенні сусідніх територій і штатів у 1867 році з розміченими на той рік округами

Перед тим, як 1890 року стати штатом, Айдаго зазнав декількох територіальних та адміністративних перетворень. Територія нинішнього штату до 1853 року входила до складу інкорпорованої території Орегон; від 1853 року землі Айдаго були поділені між територіями Орегон і Вашингтон. Після того, як 1859 року Орегон отримав статус штату, вся територія Айдаго перейшла під управління території Вашингтон. Значна частина Айдаго не була заселена до золотої лихоманки, яка раптово спалахнула і почалася з виявлення поблизу містечка Пірс у нинішньому окрузі Шошоні родовищ золота. Копальні залучили тисячі золотошукачів, що в свою чергу призвело до утворення в 1863 році території Айдаго. Першим округом Айдаго став створений 31 грудня того ж року Овайгі. Попри те, що після відділення від Території Вашингтон до Айдаго перейшли території округів Нез-Перс і Шошоні, утворених відповідно в 1855 і 1861 роках, вони не були засновані як округи. Наступного, 1864 року, за рішенням першої легіслатури території Айдаго, створено створено округи Онайда, Бойсі, Айдаго, Ада, Альтурас і засновано Нез-Перс і Шошоні. Межі цих округів з утворенням нових округів неодноразово змінювалися. Так, внаслідок ділення на нові округи, Альтурас ліквідовано в 1895 році.
Першим округом, утвореним після присвоєння статусу штату Айдаго, став Фрімонт в 1893 році. Останніми створеними округами стали утворені 1919 року Кларк, Джером і Карібу.

## Додаткові відомості

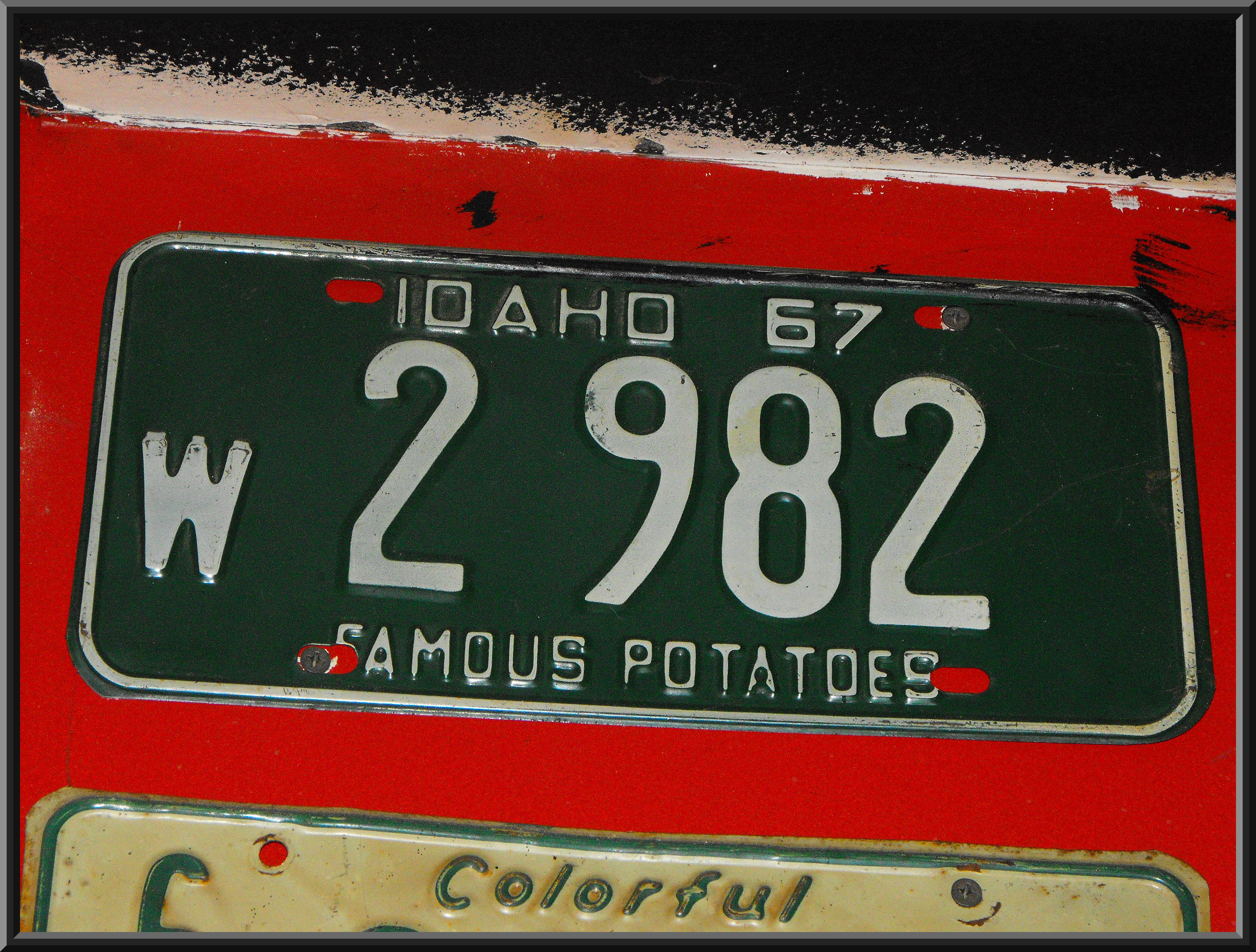
Автомобільний номер, виданий в окрузі Вашингтон

Згідно з федеральним стандартом обробки інформації (FIPS), кожен округ має п'ятизначний код. Він складається з коду штату (16 для Айдаго) та тризначного коду округу. Посилання з коду в таблиці веде на сторінку результатів перепису населення для кожного округу. Кожен округ штату має свою приставку в номерному знакові, що складається з першої літери англомовної назви округу і порядкового номера округу, який відповідає алфавітному положенню назви округу для кожної літери у разі, якщо на одну букву починається кілька назв округів. Так, в округах Тетон (англ. Teton) і Твін-Фоллз(англ. Twin-Falls) приставки, відповідно, 1T і 2T, а для округу Елмор (англ. Elmore), оскільки він єдиний починається на «E», приставка — E.

## Список округів
| Назва округу            | FIPS                                                 | Засновано | Окружний центр                                                                                        | Утворено з                        | Названо на честь | Населення (2010) | Площа, км² | Густота населення, осіб/км² | (сіті) | Карта |
| ----------------------- | ---------------------------------------------------- | --------- | --- | --------------------------------- | --- | ---------------- | ---------- | --------------------------- | --- | ----- |
| Адамс (Adams)           | 16003 [Архівовано 6 липня 2011 у WebCite]            | 1911      | Каунсіл (Council) 44°43′48″ пн. ш. 116°26′10″ зх. д. / 44.730° пн. ш. 116.436° зх. д.                 | округ Вашингтон                   | Джон Адамс, другий президент США | 3976             | 3548       | 1,1                         | - Каунсіл - Нью-Медовс |       |
| Айдаго (Idaho)          | 16049                                                | 1861      | Грейнджвілл (Grangeville) 45°55′34″ пн. ш. 116°07′16″ зх. д. / 45.926° пн. ш. 116.121° зх. д.         | територія Вашингтон               | Пароплав «Айдахо», який почав ходити по річці Колумбія 1860 року                                                                                  | 16 267           | 22 021     | 0,7                         | - Грейнджвілл - Коттонвуд - Кускіа - Ріггінс - Стайтс - Вайт-Берд - Фердінанд |       |
| Беннок (Bannock)        | 16005 [Архівовано 16 квітня 2012 у WebCite]          | 1893      | Покателло англ. (Pocatello) 42°52′30″ пн. ш. 112°26′49″ зх. д. / 42.875° пн. ш. 112.447° зх. д.       | округ Бінггем                     | Баннок, індіанське плем'я | 82 839           | 2972       | 27,9                        | - Арімо - Давні - Інком - Лава-Гот-Спрінгс - Мак-Каммон - Покателло - Чаббак |       |
| Баундері (Boundary)     | 16021 [Архівовано 22 грудня 2015 у Wayback Machine.] | 1915      | Боннерс-Феррі англ. Bonners Ferry 48°41′31″ пн. ш. 116°19′05″ зх. д. / 48.692° пн. ш. 116.318° зх. д. | округ Боннер                      | Кордон (англ. boundary) з Канадою і сусідніми штатами Вашингтон і Монтана                                                                         | 10 972           | 3311       | 3,31                        | - Боннерс-Феррі - Мої-Спрінгс |       |
| Бенева англ. (Benewah)  | 16009 [Архівовано 7 липня 2011 у WebCite]            | 1915      | Сент-Меріс англ. St. Maries 47°18′54″ пн. ш. 116°34′16″ зх. д. / 47.315° пн. ш. 116.571° зх. д.       | округ Кутенай                     | Бенева, вождь індіанського племені Кер-д'Ален | 9285             | 2031       | 4,6                         | - Парклайн - Пламмер - Сент-Меріс - Тенсед |       |
| Бінггем англ. (Bingham) | 16011 [Архівовано 7 липня 2011 у WebCite]            | 1885      | Блекфут (Blackfoot) 43°11′24″ пн. ш. 112°20′46″ зх. д. / 43.190° пн. ш. 112.346° зх. д.               | округ Онейда                      | Генрі Бінгем, конгресмен із Пенсільванії | 45 607           | 5491       | 8,3                         | - Абердін - Атомік-Сіті - Блекфут - Басалт - Ферт - Форт-Голл - Шеллі |       |
| Блейн (Blaine)          | 16013 [Архівовано 7 липня 2011 у WebCite]            | 1895      | Гейлі (Hailey) 43°30′54″ пн. ш. 114°18′22″ зх. д. / 43.515° пн. ш. 114.306° зх. д.                    | округ Альтурас                    | Джеймс Блейн, кандидат на президентський пост від республіканської партії на президентських виборах 1884 року                                     | 21 376           | 6892       | 3,1                         | - Беллвью - Кетчум (Айдахо) - Кері - Сан-Валлі - Гейлі |       |
| Бойсі (Boise)           | 16015 [Архівовано 7 липня 2011 у WebCite]            | 1864      | Айдахо-Сіті (Idaho City) 43°49′44″ пн. ш. 115°49′55″ зх. д. / 43.829° пн. ш. 115.832° зх. д.          | територія Айдахо                  | Річка Бойсі | 7028             | 4938       | 1,4                         | - Айдахо-Сіті - Крауч - Горсшу-Бенд - Плейсервілл |       |
| Бонневілл (Bonneville)  | 16019 [Архівовано 7 липня 2011 у WebCite]            | 1911      | Айдахо-Фоллс (Idaho Falls) 43°29′31″ пн. ш. 112°01′55″ зх. д. / 43.492° пн. ш. 112.032° зх. д.        | округ Бінггем                     | Бенджамін Бонневіль, бригадний генерал і дослідник заходу США                                                                                     | 104 234          | 4923       | 21,2                        | - Айдахо-Фоллс - Айона - Аммон - Ірвін - Райрі - Свон-Веллі - Юкон |       |
| Боннер (Bonner)         | 16017 [Архівовано 7 липня 2011 у WebCite]            | 1907      | Сандпойнт (Sandpoint) 48°16′01″ пн. ш. 116°34′01″ зх. д. / 48.267° пн. ш. 116.567° зх. д.             | округ Кутенай                     | Едвін Боннер, який пустив по річці Кутеней пором до міста Боннерс-Феррі                                                                           | 40 877           | 4972       | 8,2                         | - Довер - Іст-Гоуп - Кларк-Форк - Кутенай - Олдтаун - Пондерей - Пріст-Рівер - Сандпоінт - Гоуп                                                                                    |       |
| Б'ютт (Butte)           | 16023 [Архівовано 7 липня 2011 у WebCite]            | 1917      | Арко (Arco) 43°38′06″ пн. ш. 113°18′04″ зх. д. / 43.635° пн. ш. 113.301° зх. д.                       | округи Бінггем, Блейн, Джефферсон | Круті пагорби (англ. butte — пагорб з крутими схилами) на річці Снейк                                                                             | 2891             | 5783       | 0,5                         | - Арко - Б'ютт-Сіті - Дарлінгтон - Мур - Гоу |       |
| Бер-Лейк (Bear Lake)    | 16007 [Архівовано 5 вересня 2015 у Wayback Machine.] | 1875      | Періс (Paris]) 42°13′41″ пн. ш. 111°23′56″ зх. д. / 42.228° пн. ш. 111.399° зх. д.                    | округ Онейда                      | Озеро Бер (Bear lake), «ведмеже» озеро | 5986             | 2718       | 2,2                         | - Блумінгтон - Джорджтаун - Монпельє - Періс - Сент-Чарльз |       |
| Вашингтон (Washington)  | 16087 [Архівовано 22 липня 2011 у WebCite]           | 1879      | Вайсер (Weiser) 44°15′00″ пн. ш. 116°58′05″ зх. д. / 44.250° пн. ш. 116.968° зх. д.                   | округ Бойсі                       | Джордж Вашингтон, перший президент США | 10 198           | 3816       | 2,7                         | - Кембридж - Мідвейл - Вайсер |       |
| Веллі (Valley)          | 16085 [Архівовано 22 липня 2011 у WebCite]           | 1917      | Каскейд (Cascade) 44°30′58″ пн. ш. 116°02′38″ зх. д. / 44.516° пн. ш. 116.044° зх. д.                 | округа Айдахо, Бойсі              | Долина Лонг-Веллі (англ. Long Valley) — «довга долина»                                                                                            | 9862             | 9670       | 1,0                         | - Доннеллі - Каскейд - Макколл |       |
| Гудінг (Gooding)        | 16047                                                | 1913      | Гудінг (Gooding) 42°56′13″ пн. ш. 114°42′50″ зх. д. / 42.937° пн. ш. 114.714° зх. д.                  | округ Лінкольн                    | Френк Гудінг, сьомий губернатор Айдахо і сенатор США                                                                                              | 15 464           | 1901       | 8,1                         | - Блісс - Венделл - Гудінг - Гагермен |       |
| Джем (Gem)              | 16045                                                | 1915      | Емметт (Emmett) 43°52′23″ пн. ш. 116°29′42″ зх. д. / 43.873° пн. ш. 116.495° зх. д.                   | округа Бойсі, Каньйон             | Прізвисько штату Айдахо: «Штат-самоцвіт» (англ. Gem state)                                                                                        | 16 719           | 1465       | 11,4                        | - Емметт |       |
| Джером (Jerome)         | 16053                                                | 1919      | Джером (Jerome) 42°43′30″ пн. ш. 114°31′05″ зх. д. / 42.725° пн. ш. 114.518° зх. д.                   | округа Гудінг, Лінкольн           | Джером Гілл, один з розробників північного іригаційного проекту, або ж Джером Кун мол., його внук, або ж Джером Кун, його зять                    | 22 374           | 1559       | 14,3                        | - Джером - Іден - Гейзелтон |       |
| Джефферсон (Jefferson)  | 16051                                                | 1913      | Рігбі (Rigby) 43°40′26″ пн. ш. 111°54′58″ зх. д. / 43.674° пн. ш. 111.916° зх. д.                     | округ Фремонт                     | Томас Джефферсон, третій президент США | 26 140           | 2863       | 9,1                         | - Льюйсвілл - Муд-Лейк - Менан - Монтевью - Рігбі - Райрі - Робертс - Терретон - Гамер                                                                                             |       |
| Камас (Camas)           | 16025 [Архівовано 8 липня 2011 у WebCite]            | 1917      | Феерфілд (Fairfield) 43°20′46″ пн. ш. 114°47′28″ зх. д. / 43.346° пн. ш. 114.791° зх. д.              | округ Блейн                       | Камассія, рослина з сімейства агавових | 1117             | 2795       | 0,4                         | - Феерфілд |       |
| Карібу (Caribou)        | 16029 [Архівовано 5 вересня 2015 у Wayback Machine.] | 1919      | Сода-Спринґс (Soda Springs) 42°39′29″ пн. ш. 111°35′46″ зх. д. / 42.658° пн. ш. 111.596° зх. д.       | округ Беннок                      | Гірський хребет Карибу | 6963             | 4658       | 1,5                         | - Бенкрофт - Ґрейс - Сода-Спринґс |       |
| Кассія (Cassia)         | 16031 [Архівовано 8 липня 2011 у WebCite]            | 1917      | Берлі (Burley) 42°32′10″ пн. ш. 113°47′35″ зх. д. / 42.536° пн. ш. 113.793° зх. д.                    | округ Овайгі                      | Джон Кезієр (англ. John Cazier), член мормонського батальйону, або ж рослини кассія                                                               | 22 952           | 6683       | 3,4                         | - Берлі - Декло - Албіон - Оклі |       |
| Кастер (Custer)         | 16037 [Архівовано 9 липня 2011 у WebCite]            | 1881      | Чалліс (Challis) 44°30′14″ пн. ш. 114°13′41″ зх. д. / 44.504° пн. ш. 114.228° зх. д.                  | округи Альтурас, Лемгай           | Джордж Кастер, бригадний генерал, який знайшов золото на території округу                                                                         | 4368             | 12 786     | 0,3                         | - Клейтон - Лост-Рівер - Макей - Станлі - Чалліс |       |
| Кларк (Clark)           | 16033 [Архівовано 8 липня 2011 у WebCite]            | 1919      | Дубойс (Dubois) 44°10′26″ пн. ш. 112°13′55″ зх. д. / 44.174° пн. ш. 112.232° зх. д.                   | округ Фремонт                     | Сем Кларк, сенатор від штату | 982              | 4572       | 0,2                         | - Дубойс - Спенсер |       |
| Клірвотер (Clearwater)  | 16035 [Архівовано 8 липня 2011 у WebCite]            | 1911      | Орофіно (Orofino) 46°29′10″ пн. ш. 116°15′32″ зх. д. / 46.486° пн. ш. 116.259° зх. д.                 | округ Нез-Перс                    | Річка Клірвотер (Clearwater) | 8761             | 6444       | 1,4                         | - Орофіно - Пірс - Вейп - Елк-Рівер |       |
| Кутенай (Kootenai)      | 16055                                                | 1864      | Коур-д'Ален (Coeur d'Alene) 47°41′35″ пн. ш. 116°46′48″ зх. д. / 47.693° пн. ш. 116.780° зх. д.       | округ Нез-Перс                    | Індіанське плем'я кутенай («водяні люди») | 137 475          | 3408       | 40,3                        | - Далтон-Ґарденс - Коур-д'Ален - Пост-Фоллс (Айдахо) - Ратдрам - Спірит-Лейк - Стейт-Лайн - Фернан-Лейк-Вілледж - Гаусер - Гайден - Гайден-Лейк - Гаррісон - Гюттер - Ворлі - Атол |       |
| Каньйон (Canyon)        | 16027 [Архівовано 8 липня 2011 у WebCite]            | 1891      | Колдвелл (Caldwell) 43°39′29″ пн. ш. 116°40′48″ зх. д. / 43.658° пн. ш. 116.680° зх. д.               | округ Ада                         | Каньйон (canyon) річки Снейк | 188 923          | 1563       | 120,9                       | - ҐГринліф - Колдвелл - Мелба - Міддлтон - Нампа - Нотус - Парма - Вайлдер |       |
| Лейта (Latah)           | 16057                                                | 1888      | Москов (Moscow) 46°43′55″ пн. ш. 116°59′49″ зх. д. / 46.732° пн. ш. 116.997° зх. д.                   | округ Нез-Перс                    | «Місце сосен і маточок» («ла-та») — сполучення з двох слів наріччям не-персе: «ла-ка» (сосна) і «та-ол» (маточка для розтирання коренів камассії) | 37 244           | 2789       | 13,4                        | - Бовілл - Діарі - Дженесі - Джульєтта - Кендрик - Москов - Онавей - Потлатч - Трой                                                                                                |       |
| Лемгай (Lemhi)          | 16059                                                | 1869      | Салман (Salmon) 45°10′41″ пн. ш. 113°54′11″ зх. д. / 45.178° пн. ш. 113.903° зх. д.                   | округ Айдахо                      | Форт Лімгі, названий на честь короля Лімгай (англ. king Limhi) з Книги Мормона (Святого Письма мормонів)                                          | 7936             | 11 835     | 0,7                         | - Лідоре - Салман |       |
| Лінкольн (Lincoln)      | 16063                                                | 1895      | Шошоні (Shoshone) 42°56′13″ пн. ш. 114°24′29″ зх. д. / 42.937° пн. ш. 114.408° зх. д.                 | округа Альтурас, Блейн            | Авраам Лінкольн, шістнадцятий президент США | 5208             | 3123       | 1,7                         | - Дітрік - Річфілд - Шошоні |       |
| Льюїс (Lewis)           | 16061                                                | 1911      | Незперс (Nezperce) 46°14′02″ пн. ш. 116°14′24″ зх. д. / 46.234° пн. ш. 116.240° зх. д.                | округ Нез-Перс                    | Мерівезер Льюїс, член експедиції Льюїса і Кларка                                                                                                  | 3821             | 1243       | 3,1                         | - Крейгмонт - Камайа - Незперс - Рубенс - Вінчестер |       |
| Медісон (Madison)       | 16065                                                | 1913      | Рексберг (Rexburg) 43°49′23″ пн. ш. 111°47′06″ зх. д. / 43.823° пн. ш. 111.785° зх. д.                | округ Фремонт                     | Джеймс Медісон, четвртий президент США | 37 536           | 1226       | 30,6                        | - Рексберг - Торнтон - Шугар-Сіті |       |
| Мінідока (Minidoka)     | 16067                                                | 1913      | Руперт (Rupert) 42°37′05″ пн. ш. 113°40′26″ зх. д. / 42.618° пн. ш. 113.674° зх. д.                   | округ Лінкольн                    | «Джерело води мовою Сіу, або ж «широкий простір» мовою шошонів, що означає долину річки Снейк                                                     | 20 069           | 1976       | 10,2                        | - Асіква - Берлі (частково) - Мінідока - Паул - Руперт - Гейберн |       |
| Нез-Перс (Nez Perce)    | 16069                                                | 1855      | Льюїстон (Lewiston) 46°25′01″ пн. ш. 117°01′05″ зх. д. / 46.417° пн. ш. 117.018° зх. д.               | територія Вашингтон               | Індіанське плем'я не-персе («проколоті носи») | 39 265           | 2218       | 17,7                        | - Калдесак - Лапвей - Льюїстон - Пек |       |
| Овайгі (Owyhee)         | 16073                                                | 1863      | Мерфі (Murphy) 43°13′05″ пн. ш. 116°33′07″ зх. д. / 43.218° пн. ш. 116.552° зх. д.                    | територія Айдахо                  | Гавайські трапери, які досліджували територію округу («овайгі» (owyhee) — варіант вимови слова «гаваї»)                                           | 11 526           | 19 934     | 0,6                         | - Бруно - Гранд-В'ю - Марсинг - Мерфі - Риддл - Сілвер-Сіті |       |
| Онайда (Oneida)         | 16071                                                | 1864      | Малад-Сіті (Malad City) 42°11′28″ пн. ш. 112°14′56″ зх. д. / 42.191° пн. ш. 112.249° зх. д.           | территория Айдахо                 | Озеро Онайда в штаті Нью-Йорк, з берегів якого прибули перші поселенці                                                                            | 4286             | 3112       | 1,4                         | - Малад-Сіті |       |
| Павер (Power)           | 16077 [Архівовано 17 липня 2011 у WebCite]           | 1913      | Амерікан-Фоллс (American Falls) 42°46′52″ пн. ш. 112°51′22″ зх. д. / 42.781° пн. ш. 112.856° зх. д.   | округи Бінггем, Блейн, Онайда     | Електростанція Амерікан-Фоллс (англ. power — енергія)                                                                                             | 7817             | 3736       | 2,0                         | - Амерікан-Фоллс - Арбон-Веллі - Покателло (частково) - Рокленд |       |
| Пайєтт (Payette)        | 16075                                                | 1917      | Пайєтт (Payette) 44°04′30″ пн. ш. 116°55′48″ зх. д. / 44.075° пн. ш. 116.930° зх. д.                  | округ Каньйон                     | Франсуа Пайєтт, канадський трапер Північно-Західної Компанії, який прийшов на територію округу 1818 року                                          | 22 623           | 1062       | 21,3                        | - Нью-Плімут - Пайєтт - Фрутленд |       |
| Твін-Фоллз (Twin Falls) | 16083 [Архівовано 10 грудня 2015 у Wayback Machine.] | 1907      | Твін-Фоллс (Twin Falls) 42°34′41″ пн. ш. 114°28′30″ зх. д. / 42.578° пн. ш. 114.475° зх. д.           | округ Кассія                      | Подвійний водоспад (англ. twin falls) на річці Снейк                                                                                              | 77 230           | 4995       | 15,5                        | - Бул - Каслфорд - Кімберлі - Мерта - Роджерсон - Твін-Фоллс - Філер - Гансен - Голлістер                                                                                          |       |
| Тетон (Teton)           | 16081 [Архівовано 21 липня 2011 у WebCite]           | 1915      | Дріґґс (Driggs) 43°43′34″ пн. ш. 111°06′22″ зх. д. / 43.726° пн. ш. 111.106° зх. д.                   | округ Медісон                     | Гірський масив Тітон | 10 170           | 1167       | 8,7                         | - Віктор - Дріґґс - Тетонія |       |
| Франклін (Franklin)     | 16041                                                | 1913      | Престон (Preston) 42°05′42″ пн. ш. 111°52′30″ зх. д. / 42.095° пн. ш. 111.875° зх. д.                 | округ Бойсі                       | Город Франклін, заснований 14 квітня 1860 року і названий на честь Франкліна Річардса, члена кворуму дванадцяти апостолів мормонської церкви      | 12 786           | 1731       | 7,4                         | - Дейтон - Вестон - Кліфтон - Оксфорд - Престон - Тетчер - Вітні - Франклін |       |
| Фремонт (Fremont)       | 16043                                                | 1893      | Ст.-Ентоні (Saint Anthony) 43°57′58″ пн. ш. 111°41′02″ зх. д. / 43.966° пн. ш. 111.684° зх. д.        | округ Бінггем                     | Джон Фремонт, офіцер і землепроходець, який досліджував територію округу в 1843 році                                                              | 13 242           | 4910       | 2,7                         | - Айленд-Парк - Драммонд - Нью-Дейл - Паркер - Ст.-Ентоні - Тетон - Варм-Рівер - Ештон                                                                                             |       |
| Шошоні (Shoshone)       | 16079 [Архівовано 18 липня 2011 у WebCite]           | 1861      | Воллес (Wallace) 47°28′23″ пн. ш. 115°55′30″ зх. д. / 47.473° пн. ш. 115.925° зх. д.                  | територія Вашингтон               | Індіанське плем'я шошони | 12 765           | 6826       | 1,9                         | - Келлоґґ - Муллан - Осберн - Пайнгерст - Смелтервілл - Воллес - Варднер |       |
| Ада (Ada)               | 16001 [Архівовано 6 липня 2011 у WebCite]            | 1864      | Бойсе (Boise) 43°36′50″ пн. ш. 116°14′17″ зх. д. / 43.614° пн. ш. 116.238° зх. д.                     | округ Бойсі                       | Ада Ріггз, дочка засновника Бойсе, перша дитина, яка народилась на території округу                                                               | 392 365          | 2745       | 142,9                       | - Бойсе - Гарден-Сіті - Ігл - Куна - Меридіан - Стар |       |
| Елмор (Elmore)          | 16039                                                | 1889      | Маунтін-Гоум (Moutain Home) 43°08′13″ пн. ш. 115°41′38″ зх. д. / 43.137° пн. ш. 115.694° зх. д.       | округ Альтурас                    | Найбільші в штаті в 1860-х роках срібні і золоті копальні «Елмор»                                                                                 | 27 038           | 6826       | 4,0                         | - Атланта - Маллан - Маунтін-Гоум |       |